# Volkswagen Touran
Volkswagen Touran — компактвэн с пятью или семью посадочными местами, представленный в августе 2003 года. В сентябре 2006 года был произведен рейстайлинг, новая модель была показана на Парижском автосалоне. Второй рестайлинг появился в мае 2010 года.
Название Touran происходит от слова "Tour"(поездка). Чтобы подчеркнуть его принадлежность к Volkswagen Sharan, от старшего брата был добавлен последний слог.

## Первое поколение

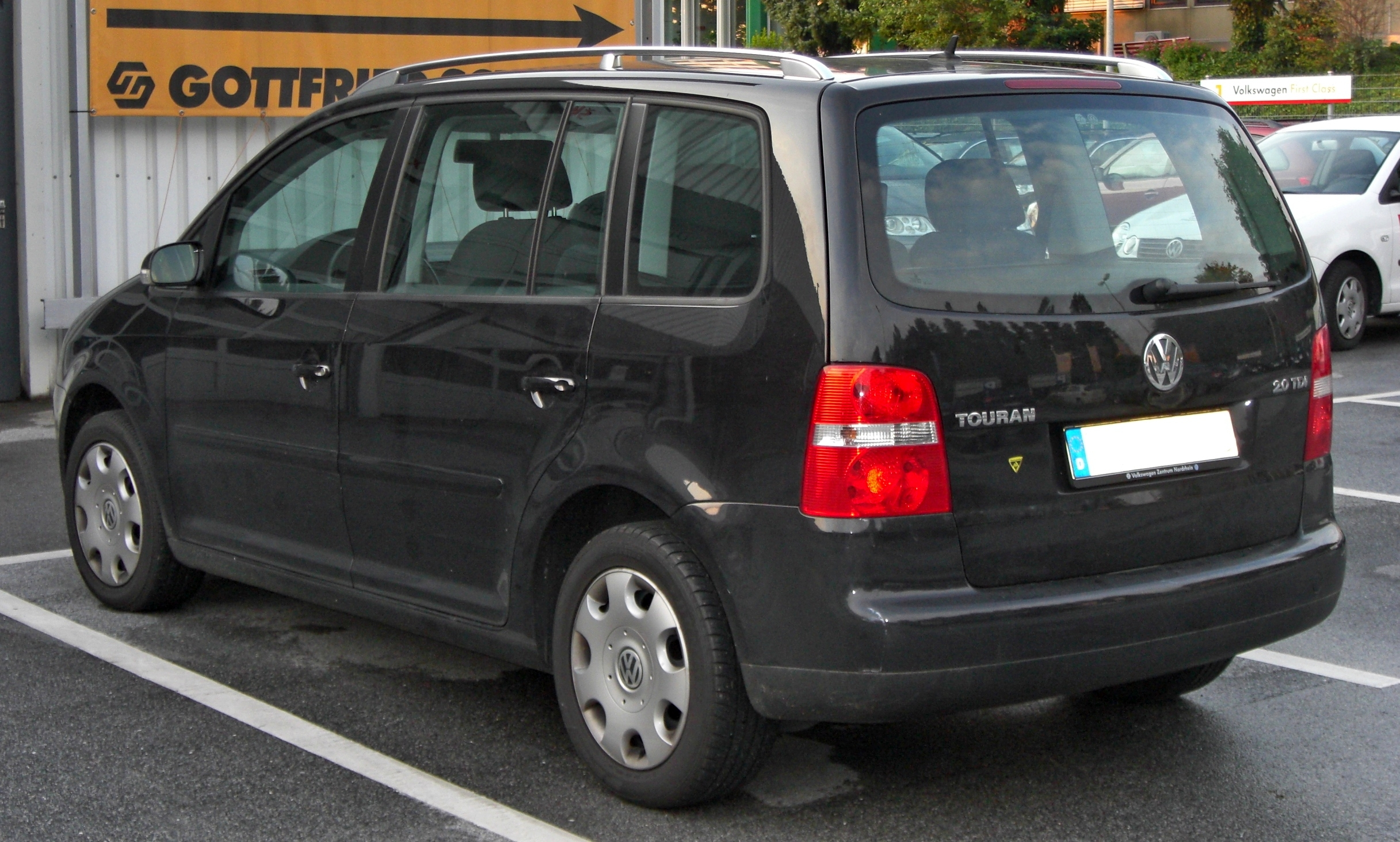
Вид сзади (2003-2006)

Выпуск этого компактвэна в Германии стартовал в феврале 2003 года.
Автомобиль собран на платформе Volkswagen Golf пятого поколения. На нём применяется новый задний мост с четырехрычажной подвеской колёс и электромеханический усилитель рулевого механизма.
Он является важнейшим элементом программы усовершенствования модельного ряда марки в классе компактвэнов. Специально для новой модели было запущено отдельное производство в Вольфсбурге - по сути, завод внутри завода Auto 5000 Gmbh. Его специалисты в полном составе прошли специальную подготовку в тренинговом центре концерна Volkswagen AG, поскольку для создания и продвижения Touran применяются самые инновационные технологии Volkswagen. Производство там продолжалось до 2008 года.
Touran стал первым в своем классе и от Volkswagen автомобилем, использовавшим электромеханическое рулевое управление. Он может распределять массу рулевого управления в зависимости от скорости движения. Из-за отсутствия потребления энергии в режиме ожидания он также повышает общую эффективность автомобиля. Touran был первым автомобилем, который использовал двигатель Volkswagen 2.0 TDI.
В стандартной комплектации автомобиль имеет только пять мест. Для покупки автомобиля с семью местами надо было доплатить.
В 2003 году на Touran ставили бензиновый двигатель 1,6 FSI и два дизельных двигателя, 1,9 TDI с мощностью 74 кВт (101 л.с., 99 л.с.) и 2,0 TDI 103 кВт (140 л.с., 138 л.с.). Двигатели соответствали требованиям EURO 4, за исключением 1,9 TDi в сочетании с DSG (коробка передач с прямым переключением). Вместе с этим Touran комплектовался с шестиступенчатой механической коробкой передач в стандартной комплектации и DSG для двигателей 1.9 TDI.
В 2006 году на Парижском автосалоне был представлен VW Touran рестайлинговой версии. Была изменена решётка радиатора и добавлена новая технология Park Assistiant (помощь при парковке). Были немного изменены габариты автомобиля.

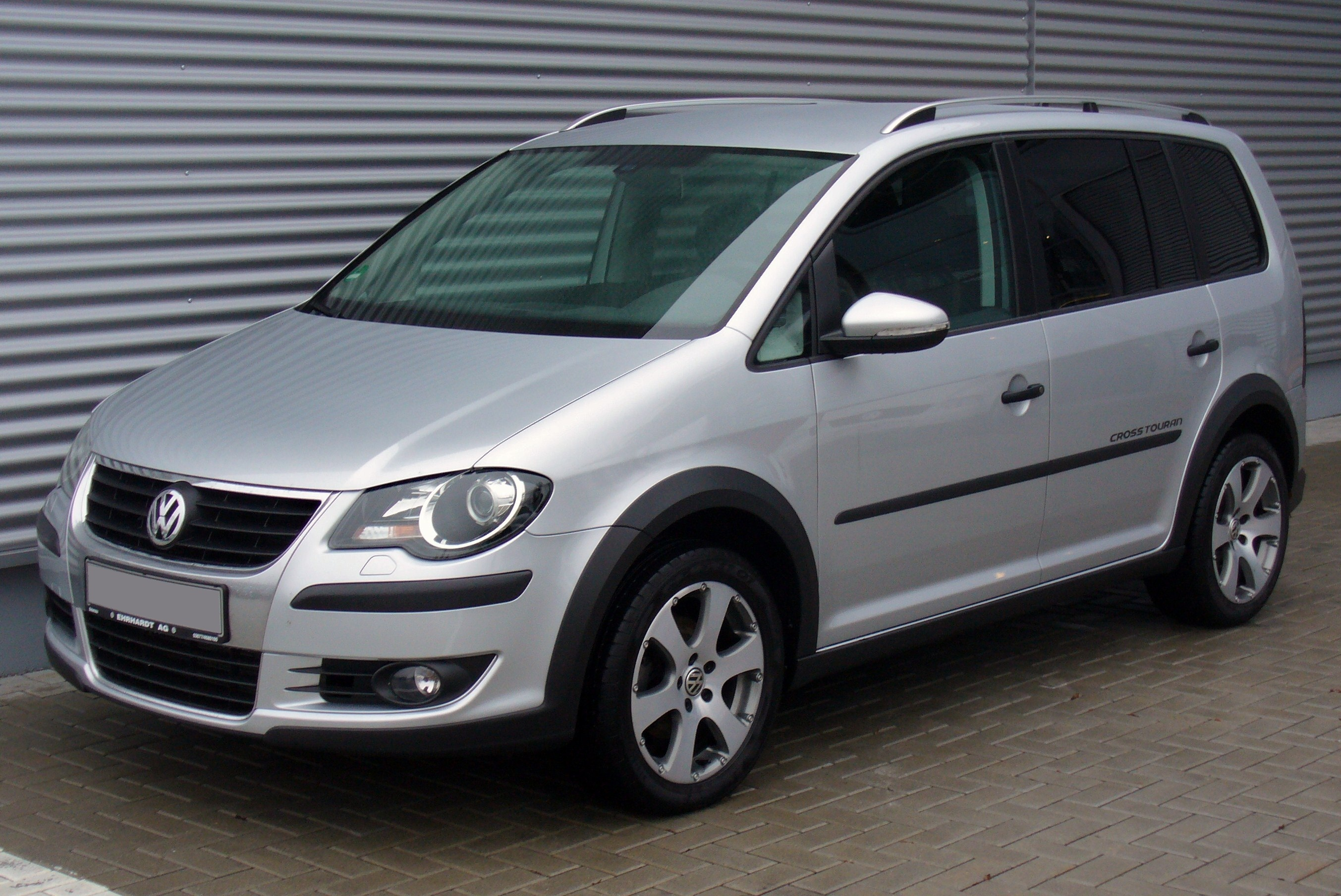
CrossTouran

В декабре 2006 года на автосалоне в Болонье (Италия) был представлен минивэн-кроссовер CrossTouran. Дизайн модификации был разработан в Volkswagen Individual GmbH. CrossTouran отличается от стандартного Touran 17-дюймовыми легкосплавными дисками, переделанными пластиковыми защитными приспособлениями, которые являются обыкновенными для кроссоверов, и 15 мм (0,59 дюйма) шасси, которое является всего лишь опцией для стандартного Touran в Европе.
Touran Hy Motion - один из концепт-автомобилей Volkswagen на водородных элементах наряду с Tiguan. Он имеет никель-металическую батарею мощностью 80 кВт (107 л.с.), разгоном 0-100 км/ч (0-62 миль/ч) за 14 секунд и имеет максимальную скорость 140 км/ч (87,0 миль/ч).
В 2008 году центр Volkswagen в Шанхае вместе с университетом Тунцзи выпустил гибридный Touran Hybrid в рамках подготовки к Олимпийским играм 2008 года в Пекине. Прототип Touran Hybrid был показан с электродвигателем мощностью 20 кВт (27 л.с.) в сочетании с бензиновым двигателем мощностью 110 кВт (148 л.с.), которые комплектуются с коробкой передач с Volkswagen DSG.

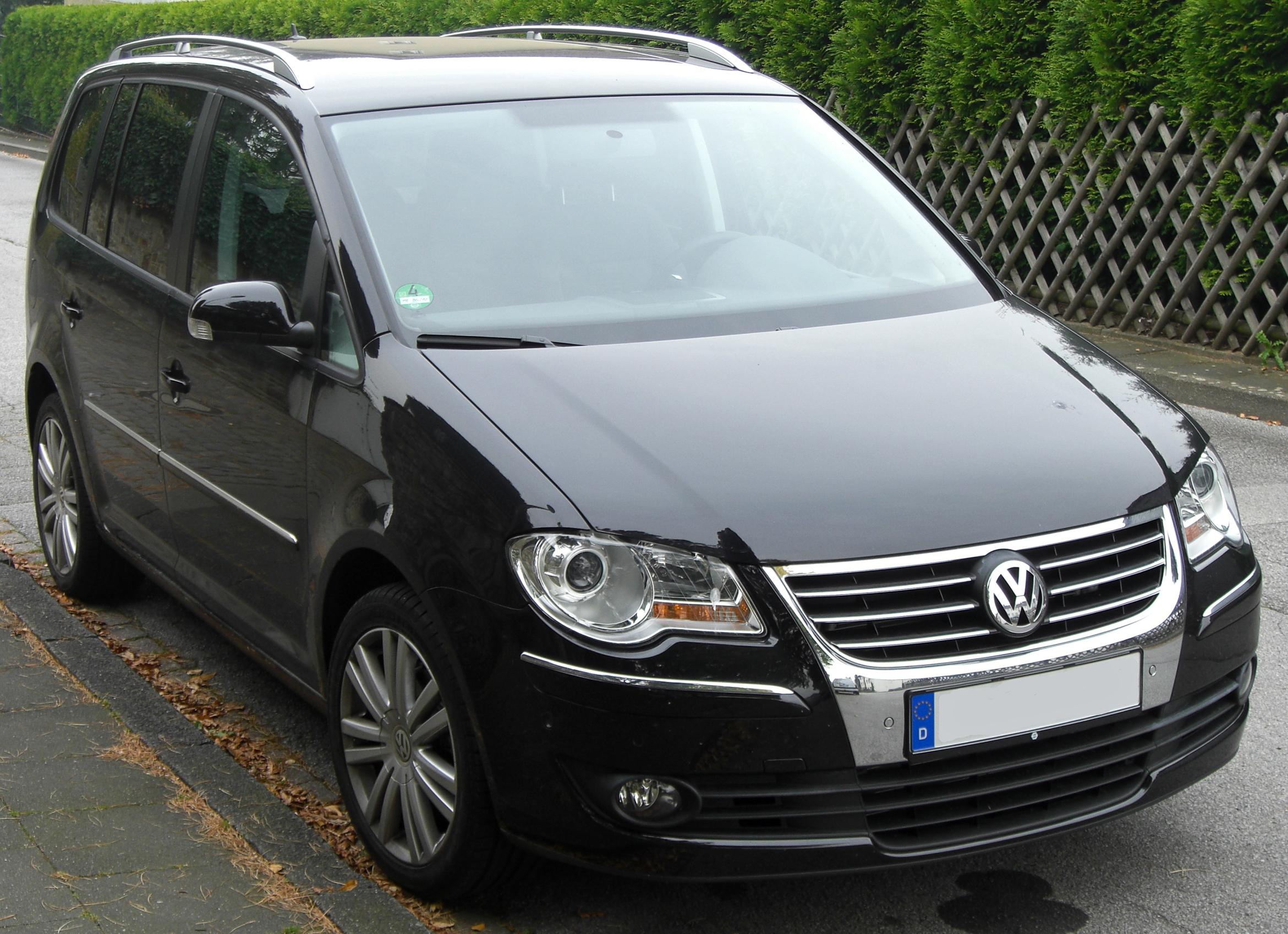
Touran после 2006 года

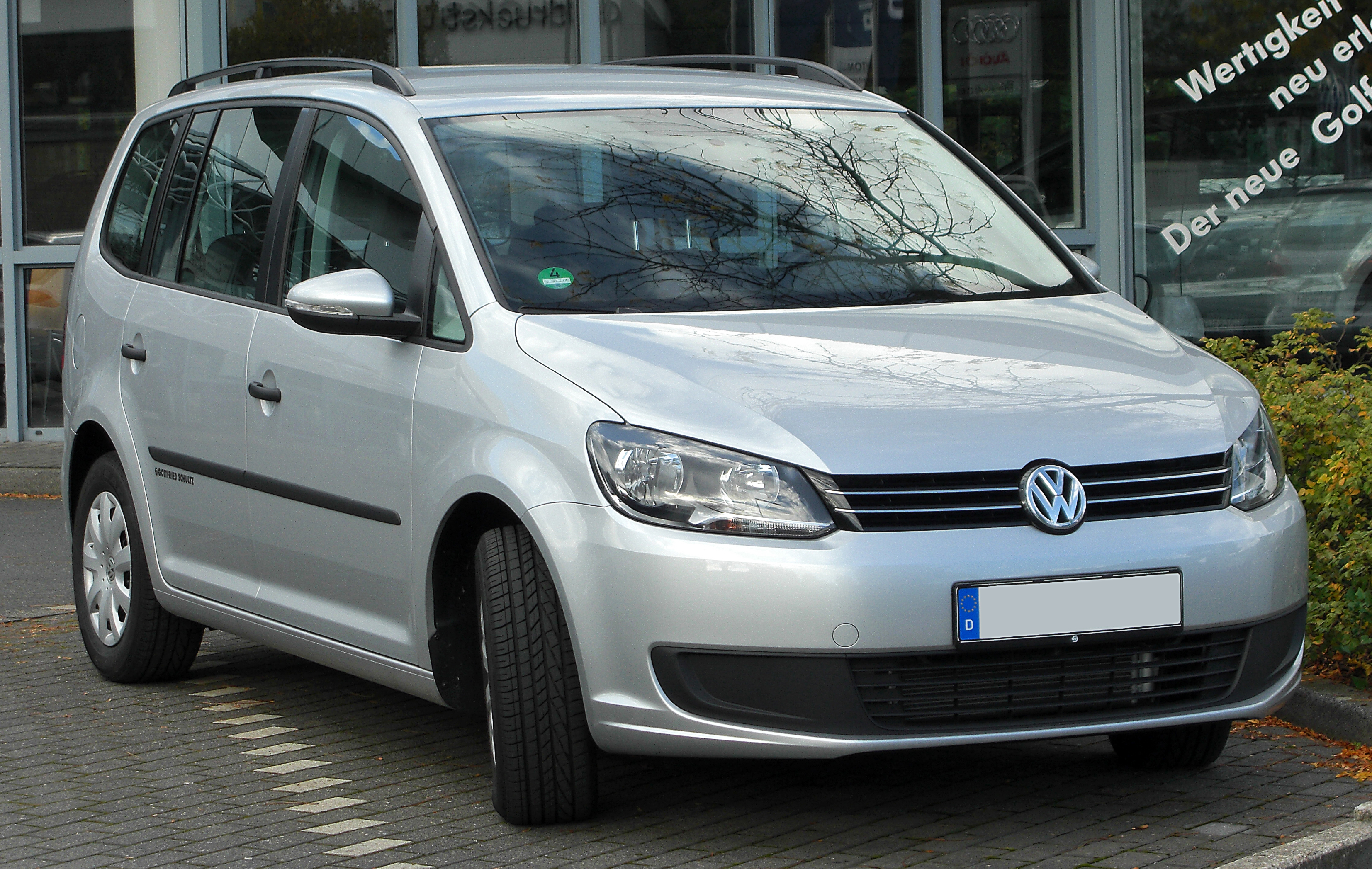
Touran после 2010 года

В августе 2010 года Touran был ещё раз обновлен. Теперь компактвэн использовал платформу VW Golf VI поколения (PQ35). Изменения: опция DCC (адаптивная система подвески Volkswagen), Light-Assist для ксеноновых фар, улучшенная система Park-Assist, которая также может обрабатывать перпендикулярные парковые позиции и обновленные информационно-развлекательные системы. Также улучшилась аэродинамика автомобиля: коэффициент а.с. улучшился с 0,31 до 0,32 и до 0,29. Изменилась и гамма двигателей. Новые двигатели теперь меньше объёмом в литрах, 1,2 литровый мощностью 77 кВт (105 л.с., 103 л.с.) и новой 1,6 Common Rail TDI мощностью 66 кВт (90 л.с., 89 л.с.) или 77 кВт (105 л.с., 103 л.с.). Они заменили 1.6 и 1.9 TDI от предыдущей модели. 1.2, мощностью 77 кВт (105 л.с., 103 л.с.) и 1,6 TDI 77 кВт (105 л.с., 103 л.с.) также были доступна в качестве BlueMotion, программы для автомобилей Volkswagen с низким потреблением топлива.
В конце 2010 года Shanghai Volkswagen Automotive выпустил новый Touran в Китае. Хотя его передняя часть сильно изменилась, задняя осталась неизменённой после первого рестайлинга (это у китайской версии, у европейской задняя часть сильно изменилась). Электронные системы этого автомобиля были модернизированы как и в Европе. В новую модель был добавлен двигатель 1,4 TSI, мощность которого 93 кВт.
В 2012 году гамма двигателей была также изменена. Двигатель мощностью 170 л.с был заменён на двигатель мощностью 177 л.с.
По состоянию на апрель 2010 года было продано уже более 1,13 миллиона экземпляров Touran.

### Безопасность
В 2003 году Touran проходил краш-тест EuroNCAP. Из-за ошибки в тесте автомобиль набрал 32 балла и 4 звезды. После перепрохождения теста реальный результат оказался 33 балла и 5 звёзд.
С ноября 2003 года, Touran оборудуется интеллектуальной системой напоминания водителю и переднему пассажиру о непристегнутом ремне. Дополнительный балл позволил ему получить пятизвездочную оценку. Кузов автомобиля получил лишь незначительную деформацию при лобовом столкновении. При лобовом ударе защита детей оказалась слабой,  безопасность пешеходов признана хорошей. Touran стал вторым автомобилем, разработанным и собранным в Европе, который получил три звезды за безопасность пешеходов.
Touran оборудован антиблокировочной системой ABS с помощью при экстренном торможении и электронной системой курсовой устойчивости ESP. При движении с прицепом раскачку прицепа предотвращает встроенная электронная система стабилизации. Опционально устанавливается адаптивные фары AFS автоматически изменяющие своё положение в зависимости от скорости движения и угла поворота рулевого колеса. Комплектуется двумя фронтальными, боковыми и оконными подушками безопасности, передними ремнями с преднатяжителями и ограничителями нагрузки, а также креплением детских кресел Isofix на крайних сидениях заднего ряда.

## Второе поколение
Touran второго поколения был представлен на автосалоне в Женеве в 2015 году. Он использует платформу MQB, которую уже использовал VW Golf. Были добавлены четыре новых двигателя с потреблением топлива на 19% меньше, а также радио с Apple Car Play и Android.

### Безопасность
| Euro NCAP                                                        | Euro NCAP | Euro NCAP | Euro NCAP             |
| ---------------------------------------------------------------- | --------- | --------- | --------------------- |
| · общий рейтинг                                                  |           |           |                       |
| 88%                                                              | 89%       | 71%       | 76%                   |
| взрослый пассажир                                                | ребёнок   | пешеход   | активная безопасность |
| Протестированная модель: VW Touran 1.6 'Comfortline', LHD (2015) |           |           |                       |

Новый Touran получил премию Euro NCAP как лучший автомобиль в своём классе.
На конвейер в Китае совместного предприятия Shanghai Volkswagen встала модель Volkswagen Touran L.